# Luisia tristis
Luisia tristis är en orkidéart som först beskrevs av Johann Georg Adam Forster, och fick sitt nu gällande namn av Joseph Dalton Hooker. Luisia tristis ingår i släktet Luisia och familjen orkidéer. Inga underarter finns listade i Catalogue of Life.

## Bildgalleri

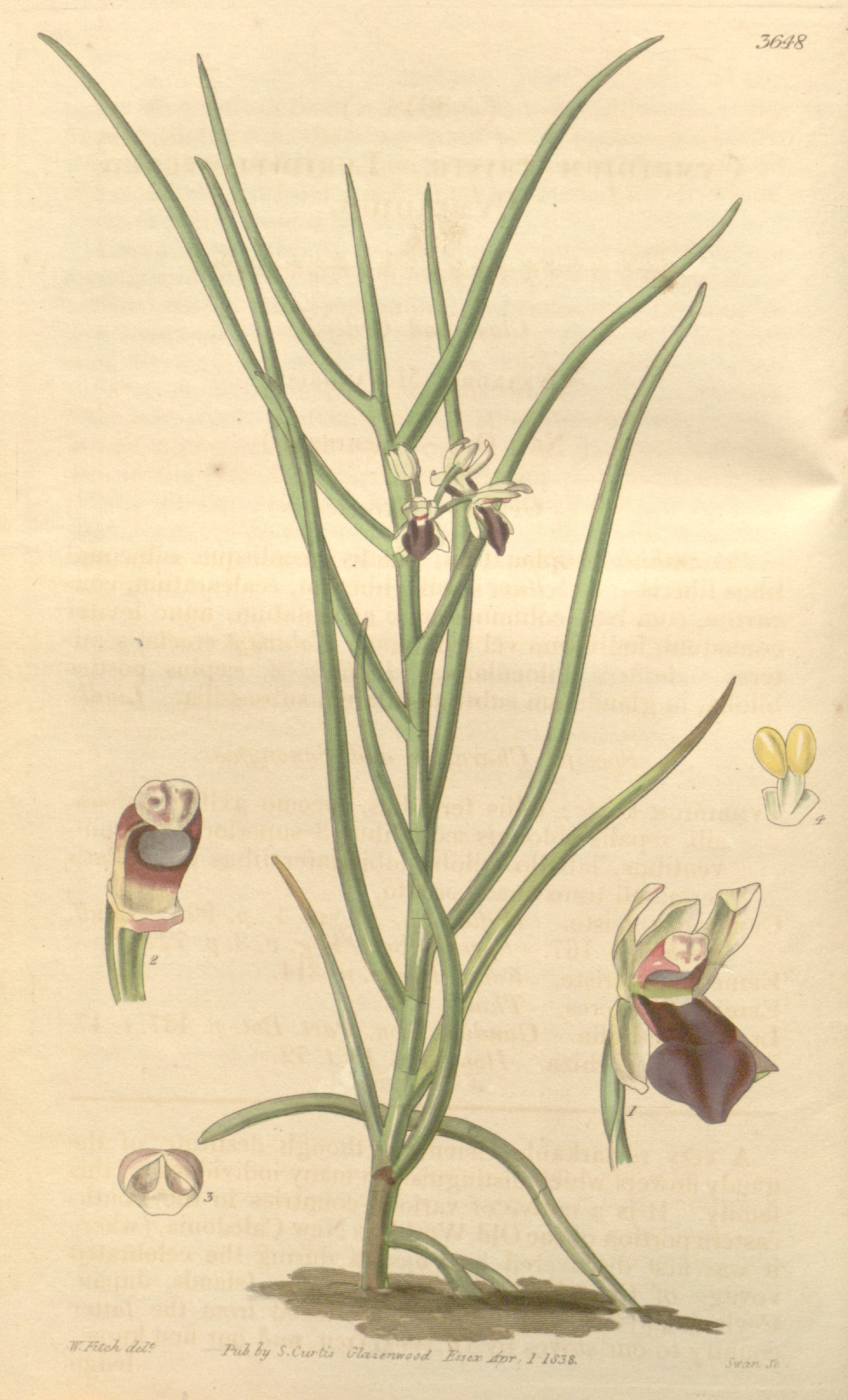
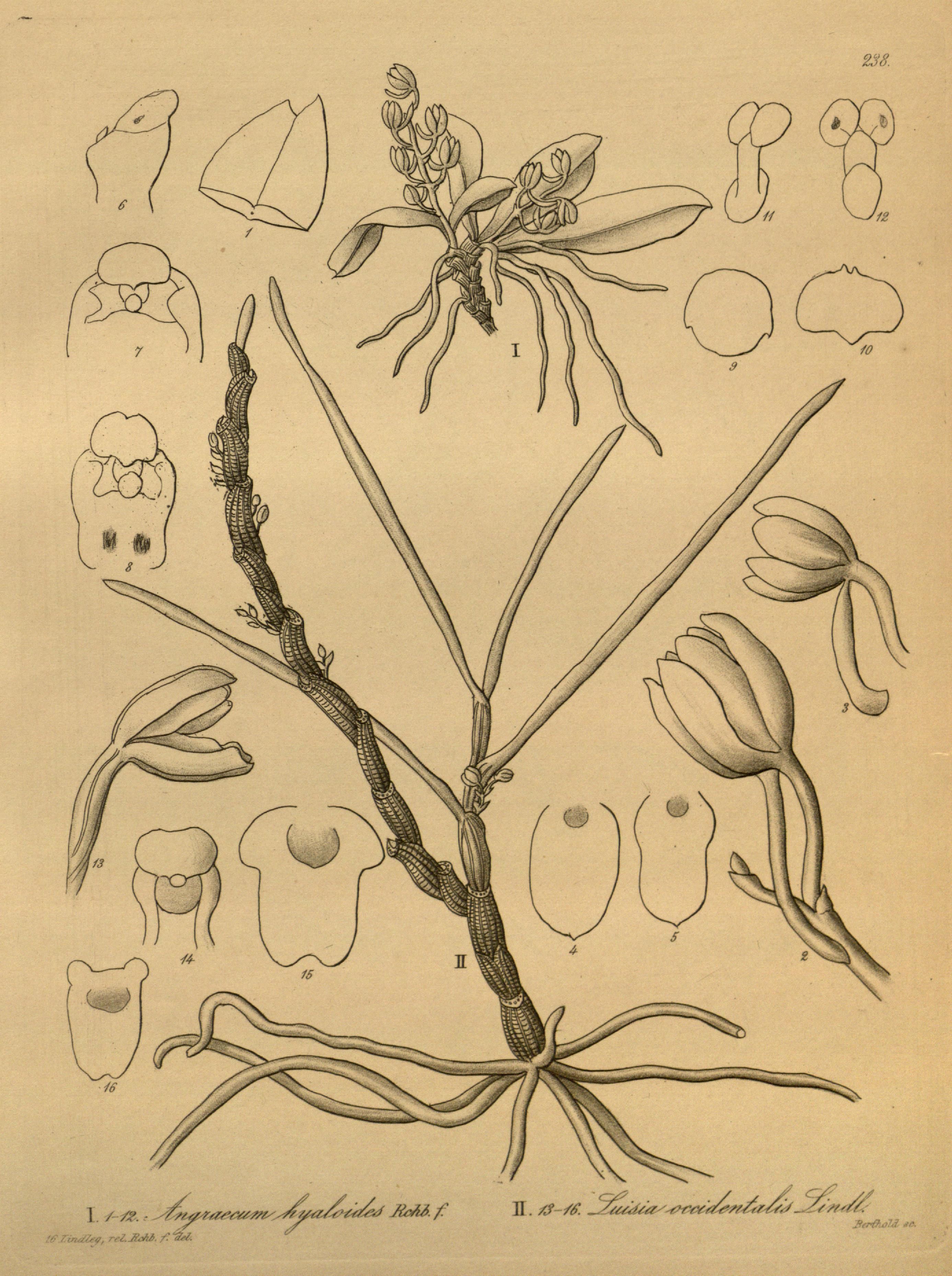